# جبر الدوسري
جبر بن صالح بن جمعة الدوسري (1938 - 2008) أديب وفلكي سعودي.

## حياته الشخصية والمهنية
ولد في المملكة العربية السعودية وتحديدا في مدينة الخبر وفيها نشأ ودرس، وحصل على بكالوريوس علوم إدارة الأعمال بدرجة امتياز من جامعة ينغستاون بولاية أوهايو ومن جامعة واشنطن بمدينة سياتل، كما حصل على الماجستير بامتياز في إدارة الأعمال، وحاز على جائزة أحسن طالب في المحاسبة آنذاك وجائزة أحسن طالب مبتعث طيلة أعوام دراسته، دون إسمه في سجل الطلبة المتميزين في الجامعات الأمريكية واختير لعضوية العديد من جمعيات الشرف بأمريكا، أحب الفلك منذ سن مبكرة، وعشق القمر، وكان لوالدته الفضل الأكبر في ترسيخ هذه الهواية لديه، فقد درس بصورة مركزة وموسعة علم الفلك على مدى سنوات عديدة واهتم بصورة خاصه بالجانب الرياضي والتحليلي، وكان عضواَ في عدد من الجمعيات الفلكية المرموقة في أمريكا وكندا، ونشرت له الصحف السعودية والعربية على مدى الأعوام الماضية الكثير من المقالات والأخبار الفلكية والمقابلات وتناقلتها أجهزة الإعلام المحلية والعربية والعالمية.

## حياته الادبية
يجيد الفلكي والاديب جبر بن صالح الدوسري عدة لغات ومنها اللغة الفارسية على المستوى الأدبي إلى جانب اللغة الإنجليزية، كما يجيد اللغتين الأندونسية والفلبينية، وله أشعار كثيرة متنوعة الأغراض باللغة العربية وباللغة الإنجليزية، وكانت له اهتمامات بعلم المقامات العربية وعلم النغمات وعازف محترف على آلة الكمان والعود.

## وفاته
توفي في مدينة الظهران عام 2008 م بنوبة قلبية، بعد معاناة طويلة مع المرض امتدت ثلاث سنوات.